# Municipio Warnes
Das Municipio Warnes ist ein Verwaltungsbezirk im Departamento Santa Cruz im Tiefland des südamerikanischen Anden-Staates Bolivien.

## Lage im Nahraum
Das Municipio Warnes ist eines von drei Municipios in der Provinz Ignacio Warnes. Es grenzt im Norden an die Provinz Ñuflo de Chávez, im Nordwesten an die Provinz Obispo Santistevan, im Südwesten an die Provinz Sara, im Süden an die Provinz Andrés Ibáñez und im Osten an das Municipio Okinawa Uno. Es erstreckt sich über etwa 65 Kilometer in nord-südlicher und über 35 Kilometer in ost-westlicher Richtung.
Der zentrale Ort des Municipios ist die Stadt Warnes mit 77.668 Einwohnern (Volkszählung 2012) am südwestlichen Rand des Municipios.

## Geographie
Das Municipio Warnes liegt im tropischen Feuchtklima vor dem Ostrand der Anden-Gebirgskette der Cordillera Oriental. Die Region war vor der Kolonisierung von Chiquitano-Trockenwald bedeckt, ist heute aber größtenteils Kulturland.
Die mittlere Durchschnittstemperatur der Region liegt bei knapp 24 °C (siehe Klimadiagramm Warnes), die Monatswerte schwanken zwischen 20 °C im Juni/Juli und 26 °C von November bis Februar. Der Jahresniederschlag beträgt etwa 1300 mm, die Monatsniederschläge sind ergiebig und liegen zwischen 35 mm im August und 200 mm im Januar.

## Bevölkerung
Die Einwohnerzahl des Municipios ist zwischen 1992 und 2024 auf fast das Vierfache angestiegen:
| Jahr | Einwohner | Quelle       |
| ---- | --------- | ------------ |
| 1992 | 38.285    | Volkszählung |
| 2001 | 41.570    | Volkszählung |
| 2012 | 96.406    | Volkszählung |
| 2024 | 150.803   | Volkszählung |

Die Bevölkerungsdichte des Municipios bei der letzten Volkszählung von 2024 betrug 102,1 Einwohner/km², der Anteil der städtischen Bevölkerung war 83,6 Prozent. Die Lebenserwartung der Neugeborenen im Jahr 2001 betrug 64,8 Jahre, die Säuglingssterblichkeit war von 7,0 Prozent (1992) auf 5,9 Prozent im Jahr 2001 geringfügig angestiegen.
Der Alphabetisierungsgrad bei den über 6-Jährigen ist von 85,5 Prozent (1992) auf 92,4 Prozent angestiegen. 97,7 Prozent der Bevölkerung sprechen Spanisch, 13,5 Prozent sprechen Quechua, 5,4 Prozent Guaraní und 1,2 Prozent Aymara.
26,8 Prozent der Bevölkerung haben keinen Zugang zu Elektrizität, 18,2 Prozent leben ohne sanitäre Einrichtung. (2001)
66,8 Prozent der 8152 Haushalte besitzen ein Radio, 63,5 Prozent einen Fernseher, 50,9 Prozent ein Fahrrad, 6,9 Prozent ein Motorrad, 11,7 Prozent ein Auto, 36,0 Prozent einen Kühlschrank und 17,5 Prozent ein Telefon. (2001)

## Politik
Ergebnis der Regionalwahlen (concejales del municipio) vom 4. April 2010:
| Wahl- berechtigte |  | Wahl- beteiligung | gültige Stimmen |  | PP     | MAS-IPSP | PRO-WAR | W.L.   | MSM   | TODOS |
| ----------------- |  | ----------------- | --------------- |  | ------ | -------- | ------- | ------ | ----- | ----- |
| 33.535            |  | 28.992            | 24.956          |  | 8.145  | 7.761    | 3.923   | 3.680  | 1.004 | 443   |
|                   |  | 86,5 %            | 86,1 %          |  | 32,6 % | 31,1 %   | 15,7 %  | 14,7 % | 4,0 % | 1,8 % |

Ergebnis der Regionalwahlen (elecciones de autoridades políticas) vom 7. März 2021:
| Wahl- berechtigte |  | Wahl- beteiligung | gültige Stimmen |  | CREEMOS | MAS-IPSP | UNIDOS | ASIP   | SOL    | MNR    |
| ----------------- |  | ----------------- | --------------- |  | ------- | -------- | ------ | ------ | ------ | ------ |
| 90.509            |  | 78.541            | 73.387          |  | 35.405  | 33.308   | 2.278  | 1.172  | 937    | 287    |
|                   |  | 86,78 %           | 93,44 %         |  | 48,24 % | 45,39 %  | 3,10 % | 1,60 % | 1,28 % | 0,39 % |

## Gliederung
Das Municipio Warnes untergliederte sich bei der letzten Volkszählung von 2012 in die folgenden fünf Kantone (cantones):
- 07-0201-01 Kanton Warnes - 23 Ortschaften - 83.333 Einwohner (2001: 25.305 Einwohner)
- 07-0201-02 Kanton Azusaqui - 7 Ortschaften - 3.947 Einwohner (2001: 3.862 Einwohner)
- 07-0201-03 Kanton Chuchio - 7 Ortschaften - 2.680 Einwohner (2001: 5.173 Einwohner)
- 07-0201-04 Kanton Tocomechi - 9 Ortschaften - 3.438 Einwohner (2001: 4.011 Einwohner)
- 07-0201-06 Kanton Los Chacos - 8 Ortschaften - 3.008 Einwohner (2001: 6.888 Einwohner)

## Ortschaften
- Kanton Warnes
  - Warnes 77.668 Einw. - Villa El Carmen 759 Einw. - La Esperanza 615 Einw. - Villa Barrientos 580 Einw. - Turobito 574 Einw.

- Kanton Azusaqui
  - Las Barreras 2891 Einw. – Azusaqui 486 Einw.

- Kanton Chuchio
  - Clara Chuchio 985 Einw. – Las Gamas 728 Einw.

- Kanton Tocomechi
  - Barrial 949 Einw. – La Finca 923 Einw.

- Kanton Los Chacos
  - El Tajibo 1130 Einw. – Los Chacos 622 Einw. – La Reforma 620 Einw.